# 阿拉貢十字軍
阿拉贡十字军，是西西里晚祷战争的一部分，由教皇马丁四世发动，目标是阿拉贡的佩德罗三世。
由于佩德罗三世最近征服了西西里岛，马丁四世宣布对他进行十字军，并正式以阿拉贡是教廷属地（佩德罗三世的祖父佩德罗二世，将其王国献于教会）的理由剥夺他所有头衔，将其头衔转交给法兰西国王腓力三世的儿子、彼得三世的外甥，瓦卢瓦公爵查理。战争最终结果是阿拉贡方面获胜。
佩德罗的长子，即未来的阿方索三世，被安排负责保卫与纳瓦拉王国相连的边境，纳瓦拉王国由腓力三世的儿子腓力四世统治。尽管佩德罗担心来自纳瓦拉方向的全面入侵，但事实上只发生了一些越境袭击。纳瓦拉国王加入了他父亲领导的入侵主力军。
1284年，腓力三世和查理领导的第一批法国军队进入鲁西永，包括16,000名骑兵、17,000名弩手和 100,000名步兵，以及法国南部港口的100艘船只。尽管他们得到了国王海梅二世的支持，但当地民众却反对他们。埃尔讷城由Bâtard de Roussillon（鲁西永私生子，1212–1242 年）英勇防守，他是已故伯爵努尼奥·桑切斯的私生子。在顽强抵抗后，埃尔讷城终因寡不敌众被攻陷了，尽管有教宗使节在场，但大教堂还是被烧毁了，而除了Bâtard de Roussillon外的居民们也惨遭屠杀。Bâtard de Roussillon进行了一场成功的投降谈判，并作为俘虏随同入侵的法国军队。
1285年，菲利普二世在赫罗纳面前站稳脚跟，随后展开了赫罗纳攻城战。尽管抵抗很顽强，但这座城市还是被占领了。查理在那里加冕，但加冕时并没有真正的王冠。4月28日，枢机主教让·肖莱将自己的帽子戴在查理头上。因此，查理被戏谑地称为为roi du chapeau（“帽子国王”）。
然而，形势很快就发生了逆转。法国人被彼得三世的海军上将劳里亚的罗杰重创，其舰队在Les Formigues战役中被击败并被摧毁。此外，法军营地还受到了痢疾流行的严重打击，腓力本人也感染了痢疾。法国王位的继承人，纳瓦拉的腓力，与佩德罗三世展开谈判，为王室成员提供通过比利牛斯山脉的自由通道。但法军部队并没有得到这样的通道，反而在Col de Panissars战役中被歼灭。法兰西国王本人在马略卡王国的首都佩皮尼昂去世，并被埋葬在纳博讷。佩特拉三世不久也去世了。
历史学家H.J. Chaytor将阿拉贡十字军描述为 "也许是卡佩王朝有史以来最不公正、最不必要和最灾难性的行动"。W. C. Jordan将其归咎于年轻的腓力三世在继位后反对教宗干预法国的外交政策，这对欧洲产生了深远的影响。十字军给法国带来的影响不大，但马略卡王国却遭到了阿拉贡的报复。阿方索三世在接下来的几年里吞并了马略卡岛、伊维萨岛和梅诺卡岛。1295年，通过《阿纳尼条约》，这些岛屿被归还给了海梅二世。1291年，《塔拉斯孔条约》解除了教会禁令，正式承认阿方索对于阿拉贡的统治权。